# Piloecium pseudorufescens
Piloecium pseudorufescens är en bladmossart som beskrevs av C. Müller in Brotherus 1908. Piloecium pseudorufescens ingår i släktet Piloecium och familjen Myuriaceae. Inga underarter finns listade i Catalogue of Life.